# Casper Sloth
Casper Bisgaard Sloth (født 26. marts 1992) er en dansk fodboldspiller.
Han kom til AaB efter et par år i Leeds, da han var blev solgt af AGF 25. august 2014. Han er midtbanespiller og fik superligadebut allerede som 17-årig den 7. december 2009, mod Esbjerg fB hjemme på NRGi Park. Et lille halvt år senere, 1. maj 2010, scorede han for første gang for AGF's førstehold, da det blev til to mål i 4-1 sejren over Silkeborg IF.
Sloth har desuden spillet for de forskellige danske ungdomslandshold – både U/17, U/18, U/19, U/20 og U/21. I efteråret 2012 blev han for første gang udtaget til A-landsholdets bruttotrup, selv om han egentlig fortsat blot var U/21-spiller.

## Karriere
Sloth kom til AGF fra Brabrand IF i 2004 og spiller på midtbanen, oftest en offensiv central, ellers bare centrale placeringer. Han har siden foråret 2009 trænet med A-truppen i AGF sideløbende med, at han har gået på gymnasiet.

Den tidligere klubkammerat Peter Graulund sagde i et interview: 
| Citat | Jeg vil jo nærmest mene, at det største talent i dansk fodbold i øjeblikket er Casper Sloth," siger Peter Graulund til fodbold.nu og peger på Sloths menneskelige egenskaber som noget helt unik. (..) Graulund roser endvidere: "Han kan nå rigtig rigtig langt. Jeg håber selvfølgelig, at han bliver i AGF, så jeg kan spille sammen med ham, Casper er allertiders gut." | Citat |
|       | |       |

Sloth fik sin landsholdsdebut på U/17-landsholdet i marts 2008 og spillede sig op gennem rækkerne til U/21-landsholdet. I efteråret 2012 blev Sloth for første gang udtaget til A-landsholdets bruttotrup til de to VM-kvalifikationskampe mod Bulgarien og Italien.
I sommertransfervinduet 2013 var Casper Sloth lige ved at blive solgt fra AGF til OGC Nice i den franske Ligue 1, men AGF valgte at afslå tilbuddet mod Sloths ønske. Efter AGF var rykket ned i næstbedste række i sommeren 2014 afslog Sloth at være med til at skabe "det ny AGF" og blev derpå solgt til Leeds. Opholdet her blev langtfra en succes for Sloth, der efter et trænerskifte kom langt ned i hierarkiet og endte med at komme til udelukkende at træne med ungdomsspillerne.
I sommeren 2016 hentede AaB ham hjem til Danmark og gav ham en treårig kontrakt. Han fik sin officielle debut for AaB den 17. juli 2016, da han blev skiftet ind i det 74. minut i stedet for Gilli Rólantsson i 1-1-kampen mod AC Horsens. Han spillede dog ikke meget, og sæsonen bød blot på tre hele kampe i Superligaen. I særdeleshed foråret 2017 bød på lidt spilletid (120 minutter i Superligaen), hvor Sloth røg ud i kulden.
Blot et år efter, at han var skiftet til AaB og 23 officielle optrædener, blev det offentliggjort, at Sloth skiftede til Silkeborg IF transferfrit. Her skrev han under på en toårig kontrakt gældende frem til sommeren 2019.